# Manuel Montesinos Velasco
Manuel Montesinos Velasco fue un político peruano. 
Fue elegido diputado por la provincia de Cusco en 1939 con 2611 votos por el partido Concentración Nacional que postuló también a Manuel Prado Ugarteche a la presidencia de la república. Fue reelecto en 1945 durante el gobierno de José Luis Bustamante y Rivero.Fue elegido diputado por el departamento de Madre de Dios en 1956  en las Elecciones de 1956 en los que salió elegido por segunda vez Manuel Prado Ugarteche.